# Gravity the Seducer
Gravity the Seducer – piąty album studyjny angielskiej grupy muzyki elektronicznej Ladytron. Został wydany przez wytwórnię Nettwerk 12 września 2011 roku w Wielkiej Brytanii oraz dzień później w Stanach Zjednoczonych. Nagrany został w Kent w Anglii, a jego współproducentem był Barny Barnicott.
Wydawnictwo promowały trzy single – „White Elephant”, „Ambulances” oraz „Mirage”. Wcześniej wydano utwór „Ace of Hz” z kompilacji Best of 00–10 jako minialbum Ace of Hz. Premiera albumu zbiegła się z trasą koncertową w Stanach Zjednoczonych i Kanadzie. 
Album Gravity the Seducer charakteryzował się łagodniejszym, bardziej nastrojowym brzmieniem niż poprzednie płyty zespołu. Osiągnął 72. miejsce na liście UK Albums Chart i 112. miejsce na liście Billboard 200.
29 listopada 2013 roku w cyfrowej dystrybucji ukazał się album Gravity the Seducer (Remixed) – kolekcja remiksów piosenek z podstawowej wersji.

## Lista utworów

### Gravity the Seducer
| Nr  | Tytuł              | Długość |
| --- | ------------------ | ------- |
| 1.  | „White Elephant”   | 4:15    |
| 2.  | „Mirage”           | 4:21    |
| 3.  | „White Gold”       | 5:00    |
| 4.  | „Ace of Hz”        | 3:36    |
| 5.  | „Ritual”           | 4:17    |
| 6.  | „Moon Palace”      | 3:26    |
| 7.  | „Altitude Blues”   | 3:19    |
| 8.  | „Ambulances”       | 3:16    |
| 9.  | „Melting Ice”      | 4:48    |
| 10. | „Transparent Days” | 4:01    |
| 11. | „Ninety Degrees”   | 4:34    |
| 12. | „Aces High”        | 2:54    |

Źródło:.

### Gravity the Seducer (Remixed)
| Nr. | Tytuł                                  | Długość |
| --- | -------------------------------------- | ------- |
| 1.  | „White Elephant” (Strange Fruit Remix) | 3:43    |
| 2.  | „Mirage” (Mixhell Remix)               | 4:49    |
| 3.  | „White Gold” (Tarsius Remix)           | 6:15    |
| 4.  | „Ace of Hz” (Punks Jump Up Remix)      | 4:53    |
| 5.  | „Ritual” (Reset! Remix)                | 4:32    |
| 6.  | „Moon Palace” (ARIISK Remix)           | 3:23    |
| 7.  | „Altitude Blues” (Outfit Remix)        | 4:51    |
| 8.  | „Ambulances” (Gosteffects Remix)       | 4:18    |
| 9.  | „Melting Ice” (The Chaotic Good Remix) | 5:41    |
| 10. | „Transparent Days” (SONOIO Remix)      | 4:20    |
| 11. | „Ninety Degrees” (Somekong Remix)      | 6:17    |
| 12. | „Aces High” (Ladytron Remix)           | 3:12    |

Źródło:.